# Podocarpus gibbsiae
Podocarpus gibbsiae là một loài thực vật hạt trần trong họ Thông tre, chỉ tìm thấy chúng ở Malaysia. Loài này được N.E.Gray miêu tả khoa học đầu tiên năm 1958. Loài này đang bị đe dọa do mất môi trường sống. 